# Mina Peñasquito

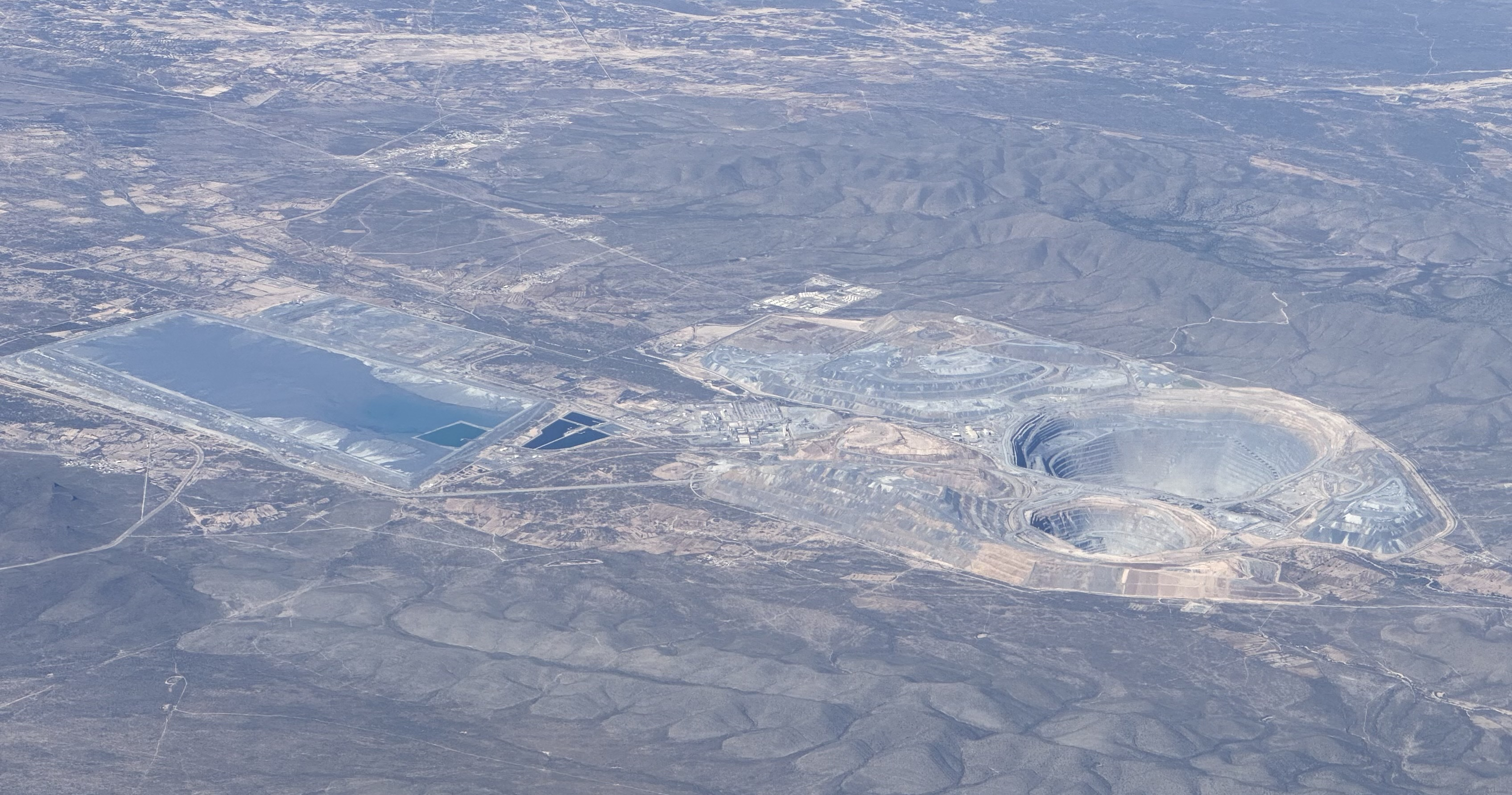
Vista aérea de la mina Peñasquito

La Mina Polimetálica Peñasquito es la quinta mina de plata más grande del mundo y la segunda más grande de México. Está ubicada en el extremo noreste del Estado de Zacatecas y es propiedad absoluta de Newmont. Se trata de una explotación a cielo abierto que inició operaciones en marzo de 2010,pero aun así logró producir 13,952,600 onzas de plata ese año. Las reservas estimadas para la Mina Peñasquito son 17.82 millones de oz de oro, 1,070.1 millones de oz de plata, 3,214 toneladas de plomo y 7,098 millones de toneladas de zinc.

## Geología
La roca nativa del sitio está formada por sedimentos mesozoicos que se depositaron en la Cuenca de México (Geosinclinal de México). Estos sedimentos fueron intruidos por pórfidos de cuarzo-feldespato, pórfidos de cuarzo-monzonita y otros intrusivos feldespato-fíricos desde finales del Eoceno hasta mediados del Oligoceno, que forman umbrales, diques y stocks . El mineral principal de la Mina Polimetálica Peñasquito se encuentra en dos brechas diatremas, denominadas Peñasco y Brecha Azul. La mineralización contiene oro, plata, plomo y zinc. Las diatremas se ensanchan hacia arriba y están llenas de rocas rurales brechadas e intrusiones. La roca que rodea las diatremas contiene galena, esfalrita y sulsosales diseminadas dentro de envolturas de alteración hidrotermal filica (sericita – pirita – cuarzo ) y proplítica ( clorita – epidota – pirita). Donde las diatremas se cruzan con unidades de piedra caliza se producen depósitos de mineralización de mena.

## Manifestaciones de 2017
Una manifestación que duró una semana interrumpió las operaciones en la mina Peñasquito durante la primera semana de octubre de 2017. Goldcorp se vio obligada a "anunciar una suspensión temporal de operaciones debido a un bloqueo por parte de camioneros que protestaban por la pérdida de contratos en el mayor depósito de oro del país".